# Pholeomyia dispar
Pholeomyia dispar är en tvåvingeart som först beskrevs av Becker 1907.  Pholeomyia dispar ingår i släktet Pholeomyia och familjen sprickflugor. Inga underarter finns listade i Catalogue of Life.